# Sterilità
La sterilità  è una condizione fisica, ormonale o genetica permanente che non rende possibile il concepimento. Questo si verifica in caso di azoospermia, di menopausa precoce o di assenza di utero congenita.
Si definisce, invece, infertilità (secondo l'OMS) l'inabilità di una coppia di concepire dopo un anno di regolari rapporti non protetti, raccomandando una consulenza in materia di riproduzione dopo un anno di ricerca senza una gravidanza valida per le coppie di età inferiore ai 35 anni senza sospetto di fattore maschio/femminile, mentre per le coppie di età superiore ai 35 anni o con sospetto/diagnosi di fattore maschio/femminile la raccomandazione è ridotta a 6 mesi. Il termine infertilità, quindi, al contrario di sterilità, non si riferisce ad una condizione assoluta, bensì ad una situazione generalmente risolvibile e legata ad uno o più fattori interferenti. L'infertilità in Italia riguarda circa il 15% delle coppie, mentre nei paesi sviluppati circa il 20% ma la stima si basa su dati di casi già diagnosticati, quindi si stima che l’infertilità è sottovalutata e il tasso effettivo è molto più alto.
La differenza tra i due termini spesso viene elusa anche in ambito formale: autorità sanitarie, progetti ministeriali, personale medico, utilizzano come sinonimi due termini che tali non sono. Questo implica conseguenze socioeconomiche importanti, come per esempio la possibilità di usufruire della copertura da parte del servizio sanitario.
Per maggiori informazioni consultare un medico competente.

## Primaria e secondaria
Mentre il termine di sterilità primaria si riferisce a persone che non sono mai state in grado di concepire, la sterilità secondaria è l'impossibilità di concepire un secondo figlio dopo aver già concepito e/o portato a termine una normale gravidanza. 
Oltre a varie condizioni mediche (e.s. ormonali), essa potrebbe essere l'effetto dello stress avvertito nel fornire un fratello al primo figlio. Tecnicamente, non si parla di sterilità secondaria se uno dei partner è cambiato.
Una Traslocazione Robertsoniana in uno dei soggetti può causare aborti ricorrenti o completa sterilità.

## Cause
Secondo l'Associazione Americana per la Medicina Riproduttiva, la sterilità colpisce circa 6,1 milioni di persone negli Stati Uniti, ossia il 10% della popolazione in età fertile. La sterilità femminile conta per un terzo dei casi, quella maschile per un altro terzo, la sterilità di coppia (sterilità combinata) per il 15% e il resto rimane "inspiegato".
In Italia, secondo una relazione avente come oggetto lo "Stato di attuazione della Legge N. 40/2004, Art. 15, in materia di Procreazione Medicalmente Assistita (PMA)", presentata dall'Istituto Superiore di Sanità (ente controllato dal Ministero della salute) al Parlamento il 30 aprile 2008, si riscontrano i seguenti fattori causali di infertilità:
| Fattori causali infertilità        | (%)   |
| ---------------------------------- | ----- |
| Fattore maschile                   | 25,5% |
| Infertilità endocrina ovulatoria   | 16,9% |
| Endometriosi                       | 6,0%  |
| Fattore sia maschile che femminile | 17,3% |
| Infertilità inspiegata             | 29,1% |
| Altro                              | 5,3%  |

### Sterilità femminile[2]
La fertilità femminile è massima a circa 21 anni. Quindi decresce, anche se lentamente, fino a 30 anni, un po' più rapidamente tra i 30 e i 35, poi rapidamente dai 35 anni in su, fino alla menopausa, il periodo in cui nella donna cessa l'ovulazione.
Durante il ciclo mestruale l'ovulo è fecondabile tra il 17º e il 12º giorno prima della mestruazione, fuori da questi giorni la fecondazione non è più possibile.
I fattori che possono impedire la fecondazione dell'ovulo sono molteplici e la valutazione nei singoli casi può divenire complicata. Tra la cause maggiormente oggetto di studio vi è la carenza di acido folico.
Possibili cause di infertilità femminile sono:
- Cause generali
  - Diabete mellito, disordini della tiroide, malattie alle ghiandole surrenali
  - Rilevanti malattie epatiche, o renali
  - Cause psicologiche
  - Autoimmunità[3]
- Cause ipotalamiche-pituitarie:
  - Sindrome di Kallmann
  - Disfunzioni dell'ipotalamo
  - Iperprolattinemia
  - Ipopituitarismo
  - Sindrome di Cushing
- Cause ovariche
  - Sindrome dell'ovaio policistico
  - Anovulazione
  - Ridotta disponibilità ovarica
  - Disfunzione del corpo luteo
  - Menopausa prematura
  - Disgenesia gonadale (Sindrome di Turner)
  - Tumore ovarico
- Cause tubariche/peritoneali
  - Endometriosi
  - Aderenze pelviche
  - Infiammazione pelvica (PID, generalmente dovuta a clamidia)
  - Occlusione tubarica
- Cause uterine
  - Malformazione dell'utero
  - Fibrosi uterina (leiomioma)
  - Sindrome di Asherman
- Cause cervicali
  - Stenosi cervicale
  - Anticorpi antispermatici
- Cause vaginali
  - Vaginismo
  - Ostruzione vaginale

### Sterilità maschile[4][5][6][7]
Possibili cause di infertilità maschile, o impotentia generandi (in latino "incapacità di generare"), sono:
- Cause pre-testicolari
  - Problemi endocrini, es. diabete mellito, sindrome di Cushing, disordini della tiroide
  - Disordini ipotalamici, es. Sindrome di Kallmann
  - Iperprolattinemia
  - Ipopituitarismo
  - Ipogonadismo a vario titolo
  - Criptorchidismo (soprattutto se bilaterale)
  - Anorchidia
  - Cause psicologiche
  - Intossicazioni da droghe, alcool, sostanze chimiche, uso di alcuni farmaci (antidepressivi SSRI, neurolettici...)
  - Avitaminosi (in particolare la carenza di acido folico)
  - Irradiazione con raggi x o gamma
  - Fonti di calore che elevino la temperatura testicolare in modo costante e continuativo
- Cause testicolari
  - Cause genetiche (Sindrome di Klinefelter, traslocazione robertsoniana, Aneuploidie, Microdelezioni cromosoma Y)
  - Neoplasie, (seminoma)
  - Insuccesso idiopatico
  - Varicocele
  - Trauma fisico
  - Idrocele
  - Esiti di parotite epidemica
- Cause post-testicolari e peniene
  - Ostruzione del dotto deferente
  - Infezione, es. prostatite
  - Eiaculazione retrograda
  - Ipospadia
  - Impotentia coeundi
  - Disfunzioni o malformazioni del pene

Microdelezioni del cromosoma Y:
Le microdelezioni del cromosoma Y sono associate con l'infertilità maschile che colpisce 1 su 20 uomini e coinvolgono diversi geni. Sono dovute a delezioni parziali del cromosoma Y, e in particolar modo del braccio lungo. La prevalenza di microdelezioni del braccio lungo del cromosoma Y in una popolazione azoospermica va da 10-15%, mentre in una popolazione di uomini oligospermici la prevalenza è intorno a 5-10%.
Il braccio lungo del cromosoma Y (Yq) contiene tre fattori di azoospermia,AZF( AZOOSPERMIA FACTOR REGION):
- AZFa
- AZFb
- AZFc

AZFc sono più frequentemente rilevanti (69%), mentre AZFa (6%) e AZFb (15). AZFa e AZFb sono associati con la completa assenza di spermatozoi maturi. La maggior parte dei pazienti con una delezione AZFa presentano la SERTOLI- CELL ONLY SYNDROME, testicoli poveri di spermatozoi ma ricchi di cellule di Sertoli. Mentre nei pazienti con una delezione di AZFb si verifica l'arresto della spermatogenesi. La completa assenza di regioni AZFc provoca diversi fenotipi che vano da azoospermia e grave oligospermia.
L'esame principale da eseguire in caso di sospetta sterilità maschile è lo spermiogramma. Questa analisi include il conteggio degli spermatozoi e la misura della loro motilità al microscopio:
- La produzione di pochi spermatozoi è detta oligospermia, l'assenza di spermatozoi azoospermia.
- Una produzione quantitativamente sufficiente ma con scarsa motilità è detta astenozoospermia.

L'impotentia generandi è l'impossibilità di procreare. Va distinta dall'impotentia coeundi che definisce l'impossibilità di portare a compimento il coito. In sostanza, l'impotentia generandi è la situazione in cui si trovano gli uomini che, pur in grado di avere un normale rapporto sessuale, sono sterili. Al contrario, un uomo affetto da impotentia coeundi può non essere affetto da impotentia generandi, e potrebbe essere in grado di generare attraverso tecniche di fecondazione assistita.
La riduzione di fertilità maschile è anche correlabile a fattori nutrizionali. Uno studio del 2012 evidenzia per la prima volta una potenziale significativa correlazione (35% ca) fra sub-fertilità maschile (numero e concentrazione degli spermatozoi), con l'assunzione di acidi grassi saturi (inversa), e omega-3 polinsaturi (diretta).

### Sterilità di coppia
In alcuni casi, entrambi i partner possono essere sterili o subfertili, e la sterilità della coppia deriva dalla combinazione di queste condizioni. In altri casi può accadere che i partner siano indipendentemente fertili, ma la coppia non riesca a concepire insieme senza assistenza medica; la causa si sospetta possa essere immunologica o genetica.

## Diagnosi
I due partner devono essere sottoposti ad accertamenti specifici per individuare la possibile causa di sterilità. Si dovrebbe iniziare con una buona indagine preliminare che prenda in considerazione la storia fertile familiare e precedente personale, abitudini sessuali e voluttarie, malattie pregresse, caratteristiche dei cicli mestruali, abitudini tossiche e così via è indispensabile per orientare le ricerche successive. Nel maschio è fondamentale l'esame dello sperma accompagnato da esami del sangue con studi sierologici e ormonali. Al bisogno si possono effettuare anche esami cromosomici e di valutazione morfologica degli organi dell'apparato urogenitale. Nella femmina l'esame fisico deve essere associato ad un esame del sangue sierologico e al profilo ormonale con particolare interesse per l'(AMH) per la valutazione della riserva ovarica. La tecnica di scansione principale è l’ecografia transvaginale con ultrasuoni, che consente di visualizzare il sistema riproduttivo e di prelevare campioni per la citologia. Con questa scansione occorre valutare la presenza di ovulazione e l'assenza di ostruzioni a livello delle tube. L’ecografia può essere completata con: il semplice rilevamento della temperatura corporea durante tutto il ciclo mestruale; l'isterosalpingografia, esame radiologico eseguito con mezzo di contrasto che evidenzia la cavità uterina, il decorso e la presenza di ostruzioni a livello delle tube; la laparoscopia mediante un endoscopio a fibre ottiche introdotto nell'addome, che consente di osservare direttamente lo stato delle tube, delle ovaie e della pelvi. Come test aggiuntivo per la coppia, non obbligatorio ma altamente raccomandato, possono essere effettuati test cromosomici per eventuali malattie genetiche.

## Terapie[9]
- Farmaci che stimolano le ovaie perché portino a "maturazione" e rilascino ovuli
Farmaci adiuvanti: che migliorano la sopravvivenza di spermatozoi ed ovuli come l'acido folico[10][11][12][13]

- Chirurgia o microchirurgia per ripristinare il passaggio in tube di Falloppio ostruite

## Tecniche di fecondazione assistita
Alcune delle seguenti procedure sono vietate o variamente limitate nell'accesso in determinati Paesi, inclusa l'Italia.
- Inseminazione artificiale con deposizione di sperma all'interno dell'utero (IUI - Inseminazione Intra-Uterina). Lo sperma può provenire dal partner della coppia (omologa) o da un donatore (eterologa).
- Fertilizzazione in vitro (FIV, con embryo transfer Fivet) in cui degli ovuli sono rimossi dalla donna, fecondati, con o senza ICSI, e quindi posti nell'utero, evitando il passaggio per le tube di Falloppio. (Accesso limitato in Italia) Variazioni sulla FIVET includono:
  - L'uso di ovuli e/o sperma di donatore nella FIV. Questo succede quando gli ovuli e/o lo sperma di una coppia sono inutilizzabili, o per evitare la trasmissione di una malattia genetica. (vietato in Italia)
  - Zygote intrafallopian transfer (ZIFT) in cui degli ovuli sono rimossi dalla donna, fecondati e poi posti nelle tube di Falloppio anziché nell'utero.
  - Gamete intrafallopian transfer (GIFT) in cui degli ovuli sono rimossi dalla donna e posti nelle tube di Falloppio, insieme allo sperma maschile. Ciò permette alla fecondazione di avvenire nel corpo della donna.
- Altre tecniche legate alla procreazione medicalmente assistita (PMA):
  - Assisted hatching, microassistenza alla apertura della zona pellucida per facilitare l'impianto
  - Preservazione della fertilità
  - Crioconservazione di sperma, ovuli e tessuto riproduttivo
  - Frozen embryo transfer (FET) con l'utilizzo di embrioni crioconservati